# チャド・ワッカーマン

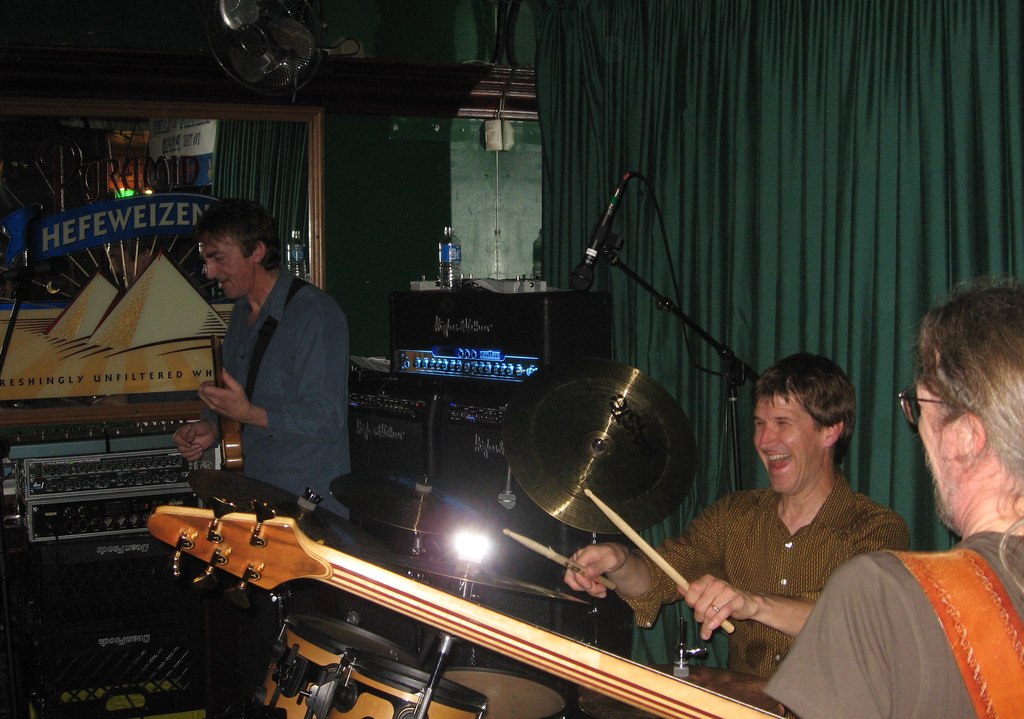
アラン・ホールズワース、ジミー・ジョンソンと演奏するワッカーマン（中央）（2006年）

チャド・ワッカーマン（Chad Wackerman、1960年3月25日 - ）は、アメリカ合衆国のジャズ、フュージョン、ロック・ドラマー。
フランク・ザッパ、バーブラ・ストライサンド、アラン・ホールズワースとの共演を初めとして、バンド・メンバー、セッション・ミュージシャン、サイドマン、チャド・ワッカーマン・トリオのリーダーとして幅広く活動してきた。
ジョン・ワッカーマン（ドラム）、ブルックス・ワッカーマン（ドラム）、ボブ・ワッカーマン（ベース）の兄である。

## 音楽キャリア
ワッカーマンはカリフォルニア州シールビーチで、音楽漬けの家族に育った。父親のチャックはドラマーで、受賞歴のある音楽教師でもあり、中学校と高校でジャズを専門に教えてきた。ワッカーマンと弟のジョンとブルックスは熟達したドラマーでありマルチ奏者である。ジョンは『Drum Duets Vol.1』というタイトルのアルバムを録音した。
1978年、ジャズのトロンボーン奏者ビル・ワトラスのバンドに参加した。

### フランク・ザッパとの活動
1981年から1988年までフランク・ザッパと共演し、ロック・アルバムやツアーに参加したほか、1983年にロンドン交響楽団と共同でザッパが作曲した作品のコンサートとレコーディング・セッションに参加した。
彼とスティーブ・ヴァイによるとザッパのバンドのオーディションは大変なもので、「Mo 'n Herb's Vacation」や「The Black Page」に代表される難曲を演奏する事は容易ではなかった。ザッパはリハーサルやツアーでメンバーに厳しい規律を課した。彼はテリー・ボジオやヴィニー・カリウタと並んで、ザッパが要求した高い音楽水準に達する見事な演奏をしたドラマーに挙げられる。

### サイドマンとセッション・ミュージシャンとしての活動
1985年、オーストラリアのロック・バンド「メン・アット・ワーク」のツアーに参加したが、レコーディングには加わらなかった。1987年、バーブラ・ストライサンドのアルバム『One Voice』で演奏し、サポートするビデオに出演した。またアラン・ホールズワース、スティーヴ・ヴァイ、アンディ・サマーズ、エド・マン、アルバート・リー、コリン・ヘイ、ドゥイージル・ザッパ、トム・グラントなどの多様なアーティストとアルバムをレコーディングし、ツアーを行った。さらに、デニス・ミラー初の深夜のトークショー番組でハウスバンドのドラマーを務めた。
またジェームス・テイラー、マーク・リン＝ベイカー、ラリー・スウィーニー、ジョン・パティトゥッチ、ジェフ・ローバー、ジョー・サンプルのツアーに随行したほか、彼に先立って1975年から1978年までザッパと活動したテリー・ボジオと一連のオール・パーカッション・コンサートのツアーを行った。
彼は1995年から2005年までの10年間、オーストラリアに住んでいたが、2005年7月にカリフォルニアへと戻った。
スティーヴン・ウィルソンのアルバム『レイヴンは歌わない』(2013年）をサポートするツアーにドラマーのマルコ・ミンネマンに代わって参加した。

### チャド・ワッカーマン・トリオ
現在のチャド・ワッカーマン・トリオは、チャド・ワッカーマン（ドラム）、ダグ・ラン（1954年-2017年）（ベース）、マイク・ミラー（ギター）で構成されている。彼のソロ・アルバムにはアラン・ホールズワースが参加した。

## ディスコグラフィ

### ソロ・アルバム
- 『40の言い訳』 - Forty Reasons (1991年) ※旧邦題『フォーティ・リーズンズ』
- 『ザ・ヴュー』 - The View (1993年)
- 『スクリーム』 - Scream (2000年)
- Legs Eleven (2004年)
- 『ドリームス、ナイトメアーズ&インプロヴィゼイションズ』 - Dreams Nightmares and Improvisations (2012年)